# John Thomas Duckworth
John Thomas Duckworth, né le 9 février 1747 ou 1748, à Leatherhead, dans le comté de Surrey et mort le 31 août 1817, 1er baronnet, est un officier de marine britannique des XVIIIe et XIXe siècles. Il termine sa carrière avec le grade de Vice-Admiral de la Royal Navy.

## Biographie
Il se distingue en 1778 au combat livré devant la Grenade par le commodore John Byron à l'amiral d'Estaing. Il contribue en 1794 à la victoire remportée par les Britanniques sur Louis Thomas Villaret de Joyeuse près du cap Lizard ; en 1798, à la prise de Minorque (en), et est, en récompense, nommé gouverneur de la Jamaïque.
En 1802, lors de l'expédition de Saint-Domingue, il bloque Saint-Domingue puis contraint Donatien-Marie-Joseph de Rochambeau à se rendre ; il détruit en 1806 une escadre française qui avait amenés 900 hommes au général Jean-Louis Ferrand pour reprendre l'île.
En 1807, durant la guerre anglo-turque, il force l'entrée des Dardanelles. Il eût même pris Constantinople sans les efforts de l'ambassadeur français Horace Sébastiani et de l'espion Vincent-Yves Boutin. Il quitte le service la même année et est gouverneur de Terre-Neuve de 1810 à 1812. Il fut fait baronnet Duckworth de Topsham, Devon en 1813. Son fils John Thomas Buller Duckworth hérite du titre à sa mort.

## Source
- Marie-Nicolas Bouillet  et Alexis Chassang (dir.), « John Thomas Duckworth » dans Dictionnaire universel d’histoire et de géographie, 1878 (lire sur Wikisource)